# Черевичное
Черевичное (укр. Черевичне) — село, относится к Беляевскому району Одесской области Украины.
Население по переписи 2001 года составляло 270 человек. Почтовый индекс — 67632. Телефонный код — 4852. Занимает площадь 0,5 км². Код КОАТУУ — 5121080305.

## Местный совет
67632, Одесская обл., Беляевский р-н, с. Августовка, ул. Кооперативная, 21